# 本田孝義
本田 孝義（ほんだ たかよし、1968年 - ）は、岡山県岡山市出身の映像作家。岡山県立岡山朝日高等学校、法政大学文学部日本文学科卒業。

## 人物
大学在学中から、自主映画の製作・上映を行う。大学卒業後、ネットワーク・フィルムズに所属し、テレビの仕事を経験した後、ビデオによる自主製作を始める。長編ドキュメンタリー映画制作に携わり、1999年以降は、劇場公開用映画も手がける。基本的にドキュメンタリー専門であるが、2019年公開の『ずぶぬれて犬ころ』は同郷の俳人・住宅顕信の伝記映画であり、初の劇映画となる。芸術活動も行うなど多方面な活躍をしているアーティストである。

## 主な作品
- 『デフ・ディレクター ～あるろうあ者の記録～』
- 『影ふみ』（短編）
- 『お正月』（短編）
- 『コマンド・オクトパス』
- 『平野幻想』
- 『東京－大阪ミクスチャー』
- 『科学者として　笑顔と告発』
- 『ニュータウン物語』
- 『船、山にのぼる』
- 『モバイルハウスのつくりかた』
- 『山陽西小学校ロック教室』
- 『ずぶぬれて犬ころ』